# William Alington (3e baron Alington)
William Alington, 3e baron Alington (avant 1641 - 1er février 1685) est un pair irlandais.

## Biographie
Il est le fils de William Alington (1er baron Alington) et d'Elizabeth Tollemache. Il devient le 3e baron Alington de Killard, Comté de Cork, vers mars 1660, à la mort de son frère, le 2e baron, décédé sans descendance.
En 1664, il est élu député de Cambridge lors d'une élection partielle au Parlement cavalier et est réélu pour la même circonscription en 1679 et 1681. Il est créé le 5 décembre 1682 baron Alington de Wymondley, Hertfordshire.
Il sert en tant que Connétable de la Tour de Londres de 1679 à sa mort et en tant que Lord Lieutenant du Cambridgeshire de 1681 à sa mort.

## Vie privée
Il meurt en 1685 après s'être marié trois fois.
Il épouse (1) Catherine Stanhope, fille de Henry Stanhope (Lord Stanhope) et de son épouse, Katherine, avant 1662, puis Juliana Noel, fille de Baptiste Noel (3e vicomte Campden), le 30 juillet 1664 et enfin Diana Russell, fille de William Russell (1er duc de Bedford), le 15 juillet 1675. Ils ont deux enfants.
- Catherine Alington, mariée en 1691 à Nathaniel Napier (3e baronnet)
- Giles Alington, 4e baron Alington